# Milichia brevirostris
Milichia brevirostris är en tvåvingeart som först beskrevs av de Meijere 1909.  Milichia brevirostris ingår i släktet Milichia och familjen sprickflugor. Inga underarter finns listade i Catalogue of Life.